# عبدالرحمن سوم
عبدالرحمن سوم ملقب به الناصر لدین الله (زاده ۱۱ ژانویهٔ ۸۹۱ - درگذشته ۱۵ اکتبر ۹۶۱)، هشتمین امیر امارت قرطبه و اولین خلیفه خلافت قرطبه (از سال ۹۱۲ تا ۹۶۱ میلادی) بود. او را با نام الناصر لدین الله نیز می‌شناسند. او در ۲۰ سالگی به قدرت رسید و ۵۰ سال حکومت کرد. مردم اندلس در دوران او از آزادی نسبی در عقاید دینی خود برخوردار بودند.

## وصف ظاهر
در وصف او گفته‌اند:
... پوست سفید، چشمان آبی و چهرهٔ جذابی داشته؛ زیبا بوده، گرچه تا حدی تنومند و قوی بنیه بوده. پاهایش کوتاه بود، تا حدی که رکاب زینش فقط یک کف دست زیرش بوده. وقتی سوار اسب می‌شد بلند به نظر می‌رسید، ولی روی پای خودش خیلی کوتاه بود. او ریشش را به رنگ سیاه درمی‌آورد.

## شرح حکومت

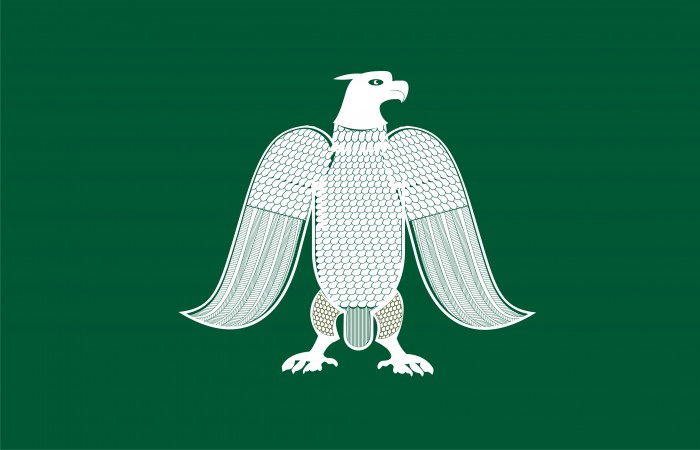
پرچم سلطنتی عبدالرحمن سوم که در دوران سلطنت او و طائفه کوردوبا به عنوان پرچم استفاده می‌شد

عبدالرحمن سال ۹۱۲ میلادی امیر قرطبه شد. از همان اوایل خلافتش، سیاست و خط مشی ویژه‌ای برای سرکوب یاغیان و سرکشان از خود نشان داد. در اعلامیه‌ای به یاغیان اسپانیایی و اعراب بربر هشدار داد:
آنچه من از شماها می‌خواهم باج و خراج نیست بلکه قلعه‌ها و شهرهای شماست؛ بنابراین اگر اطاعت نمودید مورد الطاف شاهی قرار خواهید گرفت در غیر این صورت به تعقیب و مجازات نایل خواهید آمد.
در کمتر از ۹۰ روز توانست ایالت‌های الویره و جیان را به انقیا خود درآورد و راهزنان و دزدان منطقه را از بین ببرد. پس از مدتی توانست اشبیلیه را نیز به قلمرو خود بیفزاید. سپس سپاهیان خود را متوجه شمال و شرق ساخت. بطلیوس پس از یک سال محاصره تسلیم شد و طلیطله که به تحریک حاکم مسیحی لئون قیام کرده بود، بعد از دو سال محاصره بدون هیچ قید و شرطی به اطاعت عبدالرحمن درآمد.
با این فتوحات به فرمانروای بی‌بدیل اندلس بدل گشت ولی همچنان دو دشمن، یکی عشایر مسیحی ساکن شمال و دیگری خلافت فاطمی، در کمین او بودند. با آنکه قصد نداشت با اقوام شمالی درگیر شود و بیشتر خواهان مسالمت بود، به ناچار آن‌ها وارد جنگ شد. سال ۹۱۴ میلادی یا ۳۰۲ قمری، لئونی‌ها به فرماندهی اوردونو دوم به‌طور ناگهانی بر مارده حمله بردند و آن را به خاک و خون کشیدند و مردان را کشتند و زنان و کودکان را به اسیری بردند و دوباره از رود دورو عبور کردند. عبدالرحمن که در آفریقا مشغول جنگ با فاطمیان بود، به وزیرش احمد بن ابی عبیده دستور سرکوبی یاغیان لئون را داد و احمد نیز یاغیان را به شدت تنبیه کرد اما در نزدیک سان استوان به‌طور غافلگیرانه دشمن بر او حمله برد و ناچار با تلفات زیادی که برجای گذاشت به عقب بازگشت اما عبدالرحمن پا پس نکشید و در سال ۳۰۶ هجری سپاه دیگری به فرماندهی حاجب خود بدر بر سر دشمن فرستاد و او توانست شکست سنگینی به دشمن تحمیل کند.
دو سال بعد یعنی در سال ۳۰۸ هجری شخصاً به جنگ رفت. اوردونو دوم، پسر آلفونسو سوم را شکست داد و بر سان استوان و چندین قلعه دیگر دست یافت. سپاهیان اندکی در لئون باقی گذاشت و به ناوار رفت و توانست سانچو یکم پامپلونیا، امیر ناوار را شکست دهد. بعد از این جنگ عبدالرحمن به پایتختش قرطبه بازگشت ولی این بازگشت همیشگی نبود. سال ۹۲۸ میلادی قلعه ببشتر به تصرف درآمد و شورش پسران عمر بن حفصون (بنو حفصون) به شدت سرکوب شد. یک سال بعد متأثر از این پیروزی‌ها و جهت مقابله با فاطمیان، خود را با عنوان «ناصر لدین الله» خلیفه خواند تا خلافت اموی قرطبه را بنیان نهد.
سال‌های بعدی پیروزی‌های او ادامه پیدا کرد. جای پای خلافت قرطبه با تسلط بر سبته در سال ۹۳۱ میلادی در شمال آفریقا محکم شد. سلطه بر مناطق مرزی به ویژه طلیطله و سرقسطه حاصل گشت و لشکرکشی به وَخْشَمَة در سال ۹۳۴ میلادی موفقیت‌آمیز بود. عبدالرحمن با استفاده از آوازه بلندی که دست و پا کرد توانست با امپراتوری بیزانس و امپراتوری مقدس روم رابطه برقرار نماید. دستور به آغاز احداث شهر باشکوه مدینة الزهراء در غرب غرطبه داد که به مرکز خلافت بدل گشت. با این حال در نهایت با شکست در سیمانقه در سال ۹۳۹ پیشروی خلیفه در مناطق مسیحی‌نشین برای همیشه به پایان رسید.

## اقدامات و طرح‌های عبدالرحمن
عبدالرحمن سوم به نسبت دیگر حاکمان اموی اندلس لایق‌تر و تواناتر بود. او توانست کشور آشفته قرطبه را که به‌دست عده‌ای از روسا و امرای سرکش و خودسر که از نژادهای مختلف بوده در بیاورد و مانع از ویرانی آن شود و توانست این کشور را وسیع‌تر و قویتر از سابق به دست اخلاف خود سپارد بخاطر سعی و تلاش او دوباره نظم و آرامش در سرتاسر این کشور حکم فرما گشت. او توانست کاری کند سعادت و ارزانی و فراوانی عموم مردم را شامل شود و مزارع همه پرحاصل و رونق کشاورزی به‌طور چشمگیری جلب نظر می‌کرد، استفاده از طرق علمی آبیاری و حاصلخیز کردن زمین‌های از دست رفته یکی از فواید حکومت عبدالرحمن بود، او علاوه بر رواج دادن کار کشاورزی به کارهای دیگر نیز ترقی و رونق بخشید مثل: بازرگانی، علوم و صنعت و هنر در بسیاری از مناطق مهم مثل قرطبه المریه و اشبیلیه مردم از راه صنعت ثروتمند شده بودند و رونق بازرگانی به حدی رسید که هر سال تنها حقوق گمرکی به بیش از دوازده میلیون دینار می‌رسید که ثلث آن صرف هزینه‌ها و مخارج ارتش می‌شد و ربع دیگر آن صرف کارهای عام‌المنفعه و ترقی دادن امور بازرگانی و همچنین صرف هنر و تشویق دانشمندان و دانشجویان می‌گردید و بقیه آن در خزانه شاهی ذخیره می‌شد در زمان او ارتش از پایه قوی گشته و قدرتمند بوده و نیروی دریایی نیز بسیار وسیع بود و به او این امکان را می‌داد که با فاطمیان مصر بر سر تفوق و برتری در دریای مدیترانه جنگ نماید به قول نویسندگان غربی لشکر اسلامی اسپانیای آن دوره بهترین لشکر دنیا بود و همچنین پادشاهان آن دوره آرزو داشتن که جزء هم پیمانان عبدالرحمن باشند، سفرای بعضی از امپراتوری مثل بیزانس، آلمان، فرانسه، ایتالیا به دربار او رفت‌وآمد داشتند.
البته این را هم نباید از یاد برد که یکی از ارکان پیشرفت کار عبدالرحمان وزرای لایق و کار بلد او بودند مثل: ابو عامر احمد بن عبدالملک بن شهید اشجعی و همچنین عبدالملک بن جهنور.

## فرجام عبدالرحمن
عبدالرحمان در دوم یا سوم ماه رمضان سال ۳۵۰ هجری یا(۹۶۱ میلادی) درسن ۷۱ سالگی بعد از پنجاه سال خلافت در قصر قرطبه درگذشت و پسرش حکم به حکومت اندلس رسید.